# Carboncle (heràldica)

Carboncle de l'escut de Navarra

El carboncle o escarboncle és, en heràldica, una figura de vuit bastonets disposats radialment, normalment flordelisats o pomejats, i carregats al centre amb una pedra de robí, mineral anomenat també carboncle.
Aquesta figura heràldica té l'origen en l'evolució emblemàtica estilitzada de la bloca, els radis que reforçaven l'estructura dels primitius escuts de defensa de la baixa edat mitjana, dels quals en sorgirien posteriorment les particions i reparticions que s'utilitzarien en l'heràldica.